# Seron
David Peter Ringbäck, känd under sin pseudonym Seron, född 12 juli 1981 i Askim, är en svensk rappare.
Seron medverkade tidigare i bland annat gruppen Retarderat Eleverade tillsammans med Organism 12, men är kanske framför allt känd för sin medverkan i hiphopgruppen Mobbade Barn Med Automatvapen (MBMA), tillsammans med Organism 12, Leo Ruckman och Pst/Q. Den 27 september år 2000 mötte Seron Gud och meddelade kort därefter att han blivit frälst på bland annat MBMA:s gamla hemsida och lämnade hiphopscenen helt, ett avhopp som kom helt oväntat för de övriga medlemmarna i MBMA.
2004 gjorde han en kort comeback tillsammans med Wordical, då med kristet budskap.
2021 uppstår den mytomspunna rapparen återigen i en ny EP "Mellan stjärnor och grus", i ett samarbete tillsammans med den kristna gruppen Pionjär. 
2025 släpper singeln "Ge dom nåt bättre" tillsammans med Petter
David Ringbäck är brorson till artisten Urban Ringbäck.